# Shirase Nobu
Dans ce nom japonais, le nom de famille, Shirase, précède le nom personnel.
Shirase Nobu (白瀬 矗) (1861 — 1946) est un militaire et explorateur polaire japonais. Il mena notamment l'expédition antarctique japonaise entre 1910 et 1912 sur la côte de la terre du Roi-Édouard-VII. Malgré des résultats modestes, il fut consacré comme héros à son retour au pays.

## Biographie
Ses parents rêvent de faire de lui un moine bouddhiste mais il s'engage dans la marine impériale japonaise. Le Japon expansionniste monte une expédition marine en 1893 pour conquérir les îles Kouriles, lesquelles sont disputées par la Russie. Il en fait partie et y apprend l'hivernage et les techniques de survie. 

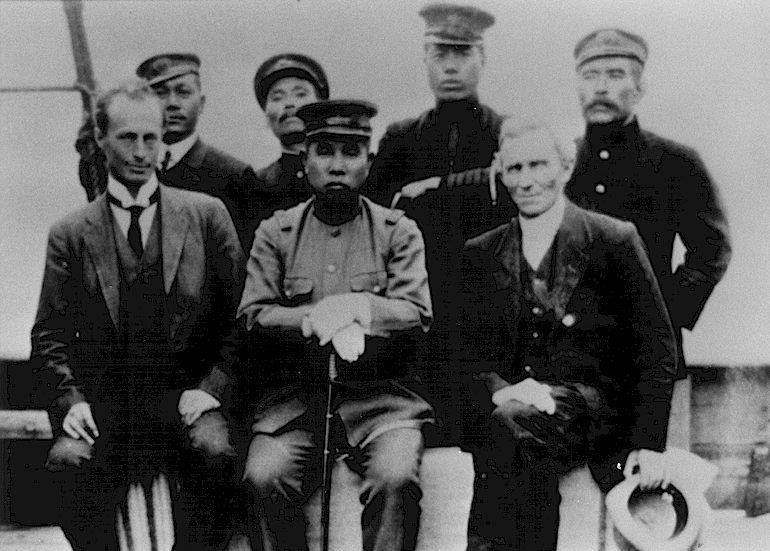
Photographie à Sydney en 1911. Au premier rang se trouvent Douglas Mawson, Shirase Nobu et Edgeworth David.

Supporté par Ōkuma Shigenobu, l'ancien Premier ministre du Japon, qui convainc un groupe de presse de contribuer à son projet d'expédition en Antarctique en lançant des appels aux dons, il réunit les fonds en 1909. L'expédition antarctique japonaise se déroule en deux parties. La première se termine en Australie où il doit faire réparer son navire dans un climat hostile avec les railleries de la presse locale. Des membres de l'expédition retournent au pays pour acquérir des fonds supplémentaires. L'australien Edgeworth David, ancien membre de l'expédition Nimrod, ayant appris leurs problèmes aide les membres de l'expédition. La seconde partie de l'expédition l'amène à explorer la terre du Roi-Édouard-VII et le secteur oriental de la barrière de Ross, atteignant une latitude de 80°5'S. Néanmoins, il renonce à poursuivre, se sachant trop devancé par l'expédition de Robert Falcon Scott et celle de Roald Amundsen, pour la course au pôle Sud.

## Honneur
L'astéroïde (10148) Shirase est nommé en son honneur.